# 王玉
王 玉（おう ぎょく、? - 1260年）は、金朝末期からモンゴル帝国初期にかけて活躍した人物。

## 概要
王玉は金朝末期に趙州寧晋県で生まれた人物で、金朝に仕えて軍功を重ね、モンゴル帝国による侵攻が始まる頃には趙州に鎮撫する万戸に任じられていた。1217年（丁丑）秋、チンギス・カンによって金朝計略を命じられていたムカリがこの方面に進出してくると、王玉は戦わずして投降し、その魔下に入ることになった。同年中には邢州・洺州・磁州の三州・済南の諸郡を攻略して「漢万戸」と称された。翌1218年には沢州・潞州を攻撃したが、潞州は守りが固く王玉は左目に矢を受ける重傷を負ってしまった。しかし王玉はその後も力戦して遂に潞州を攻略した。その後も平陽・太原・汾州・代州の攻略に従事し、モンゴル軍が北方に帰還した後は趙州に戻り40の城塞を支配下に置いたという。
また、1225年（乙酉）に一度モンゴルに降った武仙が金朝に再び投降し史天倪を殺害するという事件が起こると、王玉はセウニデイ（笑乃帯）・史天沢（史天倪の弟）らとともにこれを討伐して彭義斌を捕虜とし、寧晋県の東里寨に駐屯した。劣勢となった武仙は王玉を味方に引き込むべく王玉の妻に使者を派遣したが、王玉の妻は「どうして夫に国家に対して二心を抱かせるようなことができなしょうか」と述べて拒否したため、武仙はこれを包囲し王玉の息子王寧寿は防衛戦の中で戦死してしまった。これを聞いた王玉は僅か数騎を率いて武仙の軍勢に突撃して数百人を殺傷して帰還したが、武仙の兵卒は敢えてこれを追撃せず見送った。後に武仙の兵卒は皆「王玉将軍は胆力があり驍雄で、我らはとても敵わない［ので追撃しなかった］」と語ったという。これに怒った武仙は王玉の先祖の墓を暴き、遺体を道端に晒すという暴挙を行っている。王玉・史天沢の軍勢は趙州において武仙の軍勢を打ち破り、武仙は食料が尽きた状態で双門寨に包囲された。ある時大風が起こったので武仙はこれに乗じ脱出しようと試みたものの、武仙の軍団は王玉・史天沢らの攻撃を受けて壊滅し遂に武仙の乱は平定された。一連の戦いでの功績により王玉は定遠将軍・権真定五路万戸、仮趙州慶源軍節度副使に任じられている。
王玉の晩年の事績については記録がないが、ムスリム商人に多大な負債を負った漢人を助けたことや、奴隷を解放した逸話が知られている。その後、中統元年（1260年）2月に70歳にして亡くなった。